# Abadia en la roureda
Abadia en la roureda (en alemany, Abtei im Eichwald) és un quadre de 1809 del pintor romàntic alemany Caspar David Friedrich. Es tracta d'un oli sobre tela que mesura 110,4 centímetres d'alçada per 171 centímetres d'amplada. Actualment es conserva en l'Antiga Galeria Nacional de Berlín, Illa dels Museus de Berlín (Alemanya).
Es tracta d'un dels primers quadres de l'autor, de la mateixa època que la seva primera gran pintura a l'oli, El crucifix sobre la muntanya, anomenat El retaule de Tetschen (1807-1808), i Monjo arran de mar (cap a 1809), obres que es converteixen de seguida en objecte d'escàndol i crítica. Juntament amb aquest últim, es va exposar en l'Acadèmia de Berlín en 1810, i va ser adquirit pel rei de Prússia. No se sap si l'Abadia en la roureda i el Monjo arran de mar són quadres pintats com a parella, ja que no era inusual que Friedrich pintés dos o quatre quadres relacionats entre si.
Es tracta d'una vista imaginària en la qual expressa una gran  trsitesa i un poc d'originalitat temàtica i pràctica, més transcendental que realista
En aquest quadre es veuen alzines envoltant les ruïnes d'una abadia gòtica. Friedrich es va inspirar en la ruïna de l'església d'Eldena (Pomerània), accentuant el seu significat religiós mitjançant l'afegit del crucifix del portal i la finestra per sobre d'aquest. Davant hi ha una sepultura i una comitiva de petites figures negres que es dirigeixen al portal de la ruïna.
Theodor Körner, contemporani del pintor, va descriure aquest quadre en un vers:
«La font de la gràcia s'ha vessat en la mort,
i aconsegueixen la beatitud
els que per la tomba passen a la llum eterna».
És possible que l'obra simbolitzés dos mons: d'una banda, el de l'era precristiana, personificat en els arbres, que seria l'època de la religió natural, i d'altra banda, el de l'era cristiana, amb l'edifici en ruïnes. D'altra banda, els monjos passant al costat de la tomba però dirigint-se, a través de les ruïnes, cap a una zona més lluminosa, pot simbolitzar el trànsit cap a la vida eterna, com sembla indicar el poema de Körner.
La part inferior del quadre està dominada per un to ombrívol, mentre que més de la meitat superior està dedicada a un cel il·luminat en el qual es pot observar el contorn de la Lluna.